# 默兹河畔马丁库尔
默兹河畔马丁库尔（法語：Martincourt-sur-Meuse）是法国默兹省的一个市镇，位于该省西北部，属于凡尔登区。该市镇总面积5.96平方公里，2009年时的人口为66人。

## 人口
默兹河畔马丁库尔人口变化图示